# Cubichete

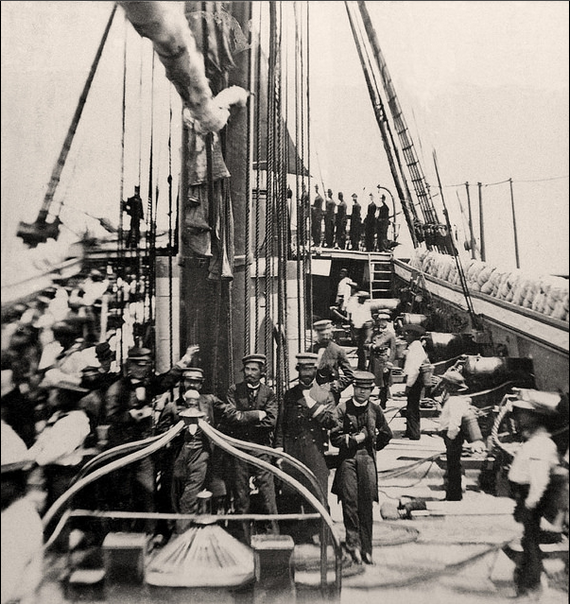
Foto tomada en 1860 de la cubierta de artillería de la Corbeta Esmeralda, sobre la cual se construyó la toldilla (en popa, al fondo) que protegía la chupeta de las inclemencias del tiempo. A ambos costados de la cubierta corría la amurada. En el centro de la nave puede verse la carroza (náutica), una liviana estructura metálica que, forrada en lona, protegía la escotilla a la cubierta inferior de la lluvia. Delante de la carroza puede verse, algo difuso, el cubichete que servía a la cubierta inferior para la ventilación e iluminación con luz natural.

En náutica, el Cubichete es todo lo que tapa otra cosa para su resguardo, pero formando o dejando hueco debajo o sirviendo de techumbre.

## Tipos
- Cubichete (Punta de la oreja): La cubierta de cuarteles de enjaretado que se formaba en el mismo ojo del combés cuando los buques habían de hacer viaje a Lima.
- Cubichete: Tablado en forma de caballete con que se defiende la entrada del agua en el combés, cuando el buque da de quilla (fr. Bardis; ing. Waterboard, Weatherboard; it. Cubizetto).
- Carrozas de las escalas de cámaras (Cubichetes, Caramancheles, Chupetas):
- Carroza de falúas:
- Carroza de botes:
- Carroza de la bitácora:
- Cubichete (Chopera, Chopetilla): es la carroza que cubre la rueda del timón.
- Cubichete: es la especie de cajas, formadas de plomo o latón, con que se cubren las llaves de los cañones.